# Golf von Taraco
Der Golf von Taraco ist eine Bucht im Titicacasee im Hochland des südamerikanischen Anden-Staates Bolivien.
Der Golf von Taraco (spanisch: Golfo de Taraco oder Bahia de Taraco) liegt im Südteil des Sees, Wiñaymarka, und trägt seinen Namen nach der Taraco-Halbinsel, die ihn nach Nordosten hin begrenzt. Die Bucht hat eine Ausdehnung von 13 Kilometern in nord-südlicher und von 28 Kilometer in ost-westlicher Richtung.
Der westliche Teil des Golf von Taraco gehört zu Peru, der östliche Teil zu Bolivien. 
An der Grenze der beiden Länder bei Desaguadero verlässt der Río Desaguadero als einziger Abfluss den Titicacasee in südlicher Richtung. Verschiedene Flüsse fließen in den Golf, von denen auf bolivianischer Seite der Río Tiwanaku den größten Zufluss darstellt. Einzige größere Ortschaften am Golf von Taraco sind neben Desaguadero auf bolivianischer Seite Guaqui und Puerto Guaqui.